# Heterogymna heptanoma
Heterogymna heptanoma is een vlinder uit de familie van de Carposinidae. De wetenschappelijke naam van de soort is voor het eerst geldig gepubliceerd in 1925 door Meyrick.